# Kínai filmművészet

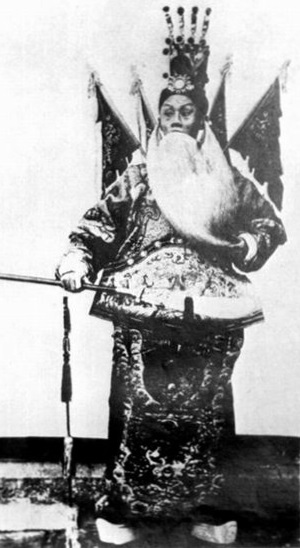
Tan Hszin-pej (Tan Xinpei) a The Battle of Dingjunshan című filmben (1905)

A kínai filmművészet három különböző területre bontható: hongkongi filmművészetre, kínai filmművészetre és tajvani filmművészetre. 1949-től napjainkig a kontinentális Kína filmgyártását korlátozta a Kínai Kommunista Párt. A politikai felhangú filmeket cenzúrázták vagy betiltották Kínában, azonban ezen filmek legtöbbjét bemutatták külföldi filmszínházakban és filmfesztiválokon.
Napjainkban a kontinentális Kína filmjeinek nagy részét mandarin nyelven készítik. A hongkongi mozikban való megjelenésre gyakran kantoni nyelvre szinkronizálják őket.

## A kezdetek: Sanghaji központ, 1896–1945
A mozgófilm 1896-ban jelent meg először Kínában. Az első mozgóképes felvételt 1896. augusztus 11-én készítették Sanghajban egy varieté-műsor részeként. Az első kínai film 1905 novemberében készült el The Battle of Dingjunshan címmel. A következő évtizedben a filmgyártó cégek jórészt külföldi tulajdonban voltak, a hazai filmipar, melynek központja a Távol-Kelet legnagyobb és egyre gyarapodó városa, Sanghaj volt, egészen 1916-ig még nem kezdett komoly munkába. Az 1920-as évek alatt amerikai filmtechnikusok képezték a kínai technikusokat és az amerikai befolyás a következő két évtizedben is még érezhető volt.
Ebben az időszakban jöttek létre olyan fontosabb gyártócégek, mint a Mingxing Film Company (Bright Star Pictures) és a Shaw testvérek Tianyi Film Company (Unique) nevű filmtársaságai. A Mingxing, melyet Cseng Cseng-csiu (Zheng Zhengqiu) és Csang Si-csuan (Zhang Shichuan) alapított, kezdetben a rövid komikus művekre koncentrált, mint például a legrégibb fennmaradt kínai film, az 1922-es Laborer's Love. Viszonylag rövid idő után felváltották ezt a játékfilmek és családi drámák (Orphan Rescues Grandfather (1923).) Eközben a másik társaság, a Tianyi a folklór drámák felé fordult és a külföldi piacokat célozta velük. A White Snake című 1926-os film az egyik nagy sikert hozó produkciójuk lett Délkelet-Ázsia kínai közösségeiben.

### Baloldali mozgalmak
Az első igazán fontos kínai filmeket az 1930-as évek elején készítették egy ún. „progresszív” vagy „baloldali” mozgalom keretében: Cseng Pu-kao (Cheng Bugao) Spring Silkworms (1933), Szun Jü (Sun Yu) The Big Road (1935) és Vu Jung-kang (Wu Yonggang) The Goddess (1934) című némafilm-alkotásai. Ezek a filmek az osztályharcok és külső fenyegetések hangsúlyozása miatt váltak nevezetessé (pl. Japán támadásai), illetve az olyan „átlagemberekről” szóló témájuk miatt, mint egy selyemtermesztő családja (Spring Silkworms) vagy egy prostituált (The Goddess). Részben ezen filmek sikereinek köszönhető, hogy az 1930-as évek végére gyakran utalnak a kínai filmgyártás „első aranykoraként”. A baloldali mozgalmak filmtémái gyakran forogtak a nyugati befolyás alatt álló Sanghaj körül, amikor a filmkészítők egy túlnépesedett város alsóbb osztályának küzdelmét mutatták be.
Az 1930-as évek elején-közepén három filmgyártó társaság uralta a piacot, a korábban alakult Mingxing és Tianyi, valamint az újonnan létrehozott Lianhua Film Company (United China). A Mingxing és a Lianhua a baloldal felé húzott, ez utóbbi vezetősége talán még jobban is, míg a Tianyi kevésbé társadalomtudatos műveket készített.
Ebben az időszakban jelentek meg az első nagy kínai mozisztárok: Csang Cse-jün (Zhang Zhiyun), Hu Tie (Hu Die), Zsuan Ling-jü (Ruan Lingyu), Csou Hszü-an (Zhou Xuan), Csao Tan (Zhao Dan) és Csin Jan (Jin Yan) lettek a legismertebbek. Ezen évek legjelentősebb filmjei pedig a New Women (1934), a Song of the Fishermen (1934), a Crossroads (1937) és a Street Angel (1937). A '30-as évek idején a Kuomintang és a Kínai Kommunista Párt küzdött a hatalomért és a főbb stúdiók irányításáért, befolyásuk látható a stúdiók ezen időszakban alkotott filmjein.

### Sanghaj, a magányos sziget

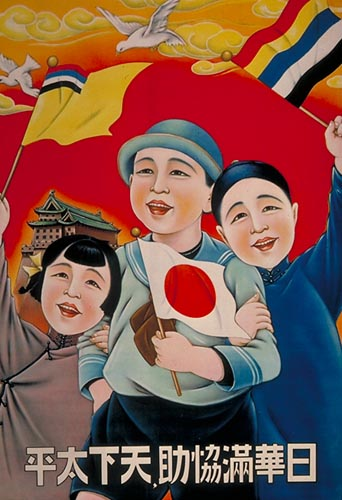
A Mandzsukuo filmgyár promóciós plakátja a japán-kínai-mandzsu harmóniát támogatva

A második kínai–japán háború során, amikor a japánok elfoglalták Sanghajt, a kínai filmgyártás első aranykora véget ért. Minden filmgyár – kivéve a Xinhua Film Company (New China) – bezárt, a filmkészítők nagy része elmenekült a nagyvárosból Hongkongba, Csungking (Chongqing)be és más helyekre. A sanghaji filmipar azért nem állt le teljesen, ettől az időszaktól kezdve utaltak rá, mint „magányos szigetre”, mert a város idegen engedéllyel működött tovább, mint egy „sziget” a japánok által megszállt területek „tengerében”. A színészek és rendezők, akik a városban maradtak, egy vékony határvonalon élték életüket a baloldali és nacionalista tudatukhoz való hűség és a japán nyomás között. Pu Van-cang (Bu Wancang) rendező Mulan Joins the Army című 1939-es filmje, melyben egy fiatal kínai paraszt küzd az idegen megszállás ellen, nagyon jó példája volt a sanghaji alkotásoknak a háború kellős közepén. Miután Japán háborúba lépett a nyugati szövetségesek ellen 1941. december 7-én, ez az időszak lezárult, a magányos szigetet végleg elárasztották a japánok. A japánok által irányított sanghaji filmgyártás idején olyan filmek jöttek létre, mint például az Eternity (1943), melyet a Nagy-kelet-ázsiai Közös Felvirágzás Övezete támogatott, a japánok által létrehozott szervezet, melynek törekvése az volt, hogy létrehozzanak egy Japán által irányított, nyugati hatásoktól mentes, önellátó területet. A második világháború végére a legvitatottabb, japán fennhatóság alatt álló Manchukuo Film Association filmgyártó céget beolvasztották a kínai filmiparba.

## Második aranykor, az 1940-es évek vége
A film ipar 1945 után ismét fejlődésnek indult. A sanghaji filmgyártás újabb filmstúdiók létrejöttével folyt tovább. 1946-ban Caj Csu-seng (Cai Chusheng) visszatért Sanghajba, és felélesztette Lianhua stúdióját Lianhua Film Society néven. Ebből lett a későbbi Kunlun Film Company, mely a korszak egyik legfontosabb stúdiójává vált, és olyan klasszikusokat hozott létre, mint a Myriad of Lights (1948), a The Spring River Flows East (1947) és a Crows and Sparrows (1949). Ezen filmek többségében tükröződött a Csang Kaj-sek zsarnoki irányítása miatt kialakult kiábrándultság. A The Spring River Flows East két három órás film, melyet Caj Csu-seng (Cai Chusheng) és Cseng Csün-li (Zheng Junli) rendezett, és jelentős sikert aratott. Témája a kínaiak harcai a kínai-japán háború idején, bővelkedve csípős szociális és politikai jellegű szövegekben, melyek a kor közönségének véleményét hangoztatták.
Eközben az olyan filmgyárak, mint a Wenhua Stúdió (Culture Films) felhagytak a baloldali hagyományokkal és más drámai műfajok felé fordultak. A Wenhua produkciója a Spring in a Small Town (小城之春, Hszia cseng cse csun (Xiǎ chéng zhī chūn)) című romantikus dráma 1948-ból, melyet Fej Mu (Fei Mu) rendezett röviddel a kulturális forradalom előtt. A drámát gyakran emlegették a kínai kritikusok, mint a kínai történelem egyik legfontosabb filmjét, és a 2004-es Hong Kong Film Awards díjátadó rendezvényen a valaha készült legjobb kínai nyelvű filmnek nevezték. Ironikus, hogy pontosan a művészi jellemzői és a politikai felhang teljes hiánya volt az, ami miatt a kommunisták jobboldalinak bélyegezték, és 1949-ben a kínai polgárháború kommunista győzelme után gyorsan meg is feledkeztek róla. Azonban a kulturális forradalom után, amikor a kínai filmarchívum ismét működésbe lépett, új példányt készítettek az eredeti negatívról, így a Spring of the Small Town új és elismerő közönségre találhatott és hatással lehetett egy egészen új filmkészítő generációra. 2002-ben Tien Csuang-csuang (Tian Zhuangzhuang) készített egy nagy sikerű feldolgozást a műből Springtime in a Small Town címen.

## Kommunista időszak, 1950–1960-as évek
Az 1949-es kommunista hatalomátvétel után az állam jó lehetőséget látott a filmekben, mint fontos művészeti eszközben a propagandájuk terjesztésére. 1951-től a '49 előtti kínai filmek, valamint hollywoodi és hongkongi produkciókat betiltották, mert a Kínai Kommunista Párt megpróbálta szűkebb pórázon tartani a tömegtájékoztatást, és olyan filmek készültek, melyek középpontjában a földművesek, katonák és munkások állnak. Ilyenek voltak a Bridge (1949) és a The White Haired Girl (1950). Ezen időszak filmgyártásának bázisa a Changchun Film Studio volt.
1959-ben a moziba járók száma hirtelen megnőtt, az 1949-es 47 milliós nézőszámról 415 millióra ugrott. Abban az évben 4,17 milliárdnyi eladott jeggyel minden idők legnagyobb jegyeladását produkálta a filmipar. A Kínai Népköztársaság és a kulturális forradalom között eltelt tizenhét év alatt 603 filmet és 8342 tekercs dokumentumfilmet és híradót készítettek, melyek legtöbbjét a kommunista párt propagandájaként a kormány támogatott. A kínai filmkészítőket Moszkvába küldték az orosz filmgyártást tanulmányozni. 1956-ban megnyílt a Pekingi Filmakadémia (北京电影学院, Pejcsing Tienjing Hszüejüan (Běijīng Diànyǐng Xuéyuàn)). Az első szélesvásznú kínai film 1960-ban készült el. A szórakoztatásban és gyermek oktatásban nagyon népszerűek lettek az animációs filmek, melyek a kínai népművészet olyan elemeit hasznosították, mint a kínai papírkivágás, az árnyjáték, a kesztyűbábok és a hagyományos kínai festészet. Ezek leghíresebbike a klasszikus Havoc in Heaven, melyet a Wan testvérek egyike, Van Laj-ming (Wan Laiming) készített, és amely elnyerte a legjobb film díját a London Filmfesztiválon.
Az 1956–57-es évek során a cenzúra enyhült, így a '60-as évek elején több olyan kínai film készülhetett, mely már nem az orosz mintára támaszkodott. Ennek az időszaknak a legjelentősebb filmkészítője Hszie Csin (Xie Jin) volt, akinek különösen két filmje szemlélteti igazán Kína egyre növekvő profizmusát a filmgyártásban, a The Red Deatchment of Women (1961) és a Two Stage Sisters (1964).

## A kulturális forradalom és következményei, 1960–1980-as évek
A kulturális forradalom idején a filmgyártást jelentősen korlátozták. Szinten minden korábban készült filmet betiltottak, és kevés újat készítettek, ezek közül is a legnevezetesebb a The Red Detachment of Women 1971-es balettváltozata volt. A mozifilmek gyártása 1967-től egészen 1972-ig holtpontra jutott. 1972 után feléledt ismét a filmkészítés, de 1976-ig a „Négyek bandájának” erőteljes felügyelete alatt, amíg meg nem döntötték hatalmukat. Az a néhány film pedig, ami ebben az időszakban készült, szoros korlátozások alatt született meg mind a cselekmény, mind a szereplők terén.
A kulturális forradalmat közvetlenül követő években a filmipar ismét virágzott, mint a szórakoztatás népszerű válfaja. A haza filmeket nagy közönség előtt vetítették, és a külföldi filmfesztiválok belépőjegyei nagyon gyorsan elkeltek. A filmgyártók megpróbálták felébreszteni a tömegeket azzal, hogy olyan újító és kísérleti jellegű filmeket alkottak, mint nyugati társaik.
Az 1980-as években a filmipar felett nehéz idők jártak. Kettős problémával kellett szembenéznie, egyrészt a szórakoztatás más formáival való versengéssel, illetve a hatóságok azon véleményével, miszerint a népszerű thriller és harcművészeti filmek társadalmilag nem elfogadhatóak. 1986 januárjában a filmgyártás a kínai kulturális minisztérium hatásköréből átkerült az újonnan létrehozott Rádió, mozi és televízió minisztériumhoz, hogy szigorúbb irányítást biztosítson és hogy erősítse a filmkészítés feletti felügyeletet.
A következő években forgalomba jöttek az olyan drámai filmek, melyek a korszak által okozott érzelmi traumákat dolgozták fel. Az Evening Rain (Pa san je jü (Ba shan ye yu), 1980) és a Legend of Tianyun Mountain (Tien jün san csuan csi (Tiān yún shān chuán qí), 1980) Golden Rooster-díjat nyertek 1981-ben. Ezen drámák legismertebbje Hszie Csin (Xie Jin) Hibiscus Town (Fu zsung csen (Fú róng zhèn), 1986) című filmje. A művek csak a '90-es évektől, a betiltások végeztével voltak láthatóak, mint Tien Csuang-csuang (Tian Zhuangzhuang) A kék papírsárkány (Lan feng cseng (Lan feng zheng), 1993) című filmje is.

## Az ötödik generáció, 1980–1990-es évek

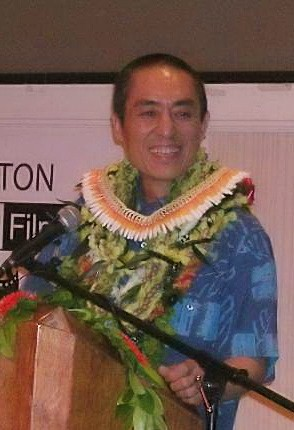
Csang Ji-mou (Zhang Yimou)

Az 1980-as évek közepe-vége felé a kínai filmgyártás úgynevezett ötödik generációja emelkedett ki és népszerűsítette a kínai mozit külföldön is. Legtöbbjük a pekingi akadémián végzett 1982-ben, és közülük a legismertebbek Csang Ji-mou (Zhang Yimou), Tien Csuang-csuang (Tian Zhuangzhuang), Csen Kaj-ko (Chen Kaige) és Csang Csün-csao (Zhang Junzhao). Ők a kulturális forradalom utáni első végzős filmkészítők, akik hamar felhagytak a tradicionális történetmesélési módszerekkel, és szabadabb, liberálisabb megközelítést alkalmaztak. Miután az úgynevezett sebhelyek irodalma kikövezte az őszinteség útját, Csang Csün-csao (Zhang Junzhao) One and Eight (1983) és Csen Kaj-ko (Chen Kaige) Sárga föld (1984) című filmjeire hivatkoznak az ötödik generáció kezdeteként (mindkét film operatőre Csang Ji-mou (Zhang Yimou) volt). A korszak leghíresebb rendezői, Kaj-ko (Kaige) és Ji-mou (Yimou) olyan elismert filmeket készítettek, mint a King of the Children (1987), a Csü Tou (Ju Dou) (1989), az Isten veled, ágyasom! (1993) és A vörös lámpások (1991). Ezen filmeket nem csak a kínai mozinézők, de a nyugati közönség is dicsérte. Tien Csuang-csuang (Tian Zhuangzhuang) alkotásait, melyek bár kevésbé ismertek a nyugati mozikban, olyan rendező is elismerte, mint Martin Scorsese. Ez alatt az időszak alatt a kínai mozi kezdett nemzetközi figyelmet kivívni magának. A Vörös cirokmező 1988-ban Arany Medve díjat, a Kjú Dzsű története 1992-ben Arany Oroszlán díjat, az Isten veled, ágyasom! 1993-ban Arany Pálma díjat nyert, és további három Oscar-jelölést is szereztek a legjobb idegen nyelvű film kategóriában (Jo Dou, A vörös lámpások, Isten veled, ágyasom!). Ezen díjnyertes filmek mindegyikének szereplője volt Kung Li (Gong Li) színésznő, aki az ötödik generációs filmkészítés legelismertebb csillaga lett, különösen a nemzetközi közönség számára.
Az ötödik generáció rendezőinek munkái mind stílusukban, mint témájukban nagyon szerteágazóak voltak a fekete komédián át (The Black Cannon Incident, Huang Csien-hszin (Huang Jianxin)) az ezotériáig (Az ezredik húr, Csen Kaj-ko (Chen Kaige)), de közös tulajdonságuk volt a szocialista-realista hagyományok elutasítása, melyek a kommunista időszak kínai filmkészítőire volt jellemző. Az ötödik generáció további nevezetes rendezői voltak még Vu Ce-niu (Wu Ziniu), Hu Mej (Hu Mei) és Csou Hsziao-ven (Zhou Xiaowen), akiknek számos politikai felhangú alkotását tiltotta be a kínai hatóság.
Az előző időszak olyan filmes szakemberei is ismét előtérbe kerültek, akik 1966 előtt professzionális képzésben részesültek, de karrierjüket a kulturális forradalom megszakította. Különösen Vu Tien-ming (Wu Tianming) volt az, aki kiemelkedően járult hozzá az ötödik generációs rendezők munkájához a Xi'an Filmstúdió égisze alatt. Közben saját filmeken is dolgozott, 1986-ban az Old Well, 1996-ban a The King of Masks című alkotást készítette.
Az ötödik generáció korszaka az 1989-es Tienanmen téri vérengzéssel véget ért, bár számos rendező folytatta munkáját, sokuk önkéntes száműzetésbe vonult, Vu Tien-ming (Wu Tianming) az Egyesült Államokba, Huang Csien-hszin (Huang Jianxin) Ausztráliába, mások pedig egyéb, televíziózással kapcsolatos munkát vállaltak.

## A hatodik generáció, 1990-es évektől napjainkig
Az 1990-es évek időszakát az amatőr filmkészítők visszatérése jellemezte, mivel az állami cenzúra olyan földalatti mozgalmat eredményezett, melyet a kínai filmművészet hatodik generációjaként emlegetnek. Az időszak filmjeire a gyors és olcsó kivitelezés volt jellemző, mely dokumentumfilm érzést hozott létre a hosszú felvételekkel, kézi kamerás megoldásokkal, környezeti zajokkal. Közelebb volt az olasz neorealizmushoz és a cinéma vérité-hez, mint az előző generáció produkciói. Számos film jött létre nemzetközi befektetéssel. Az időszak néhány fontosabb kiemelkedő rendezője volt Vang Hsziao-suaj (Wang Xiaoshuai) (The Days, A pekingi biciklista), Csang Jüan (Zhang Yuan) (Beijing Bastards, East Palace West Palace), Csia Csang-ko (Jia Zhangke) (Hsziao Vu (Xiao Wu), Unknown Pleasures, Platform, The World) és Lou Je (Lou Ye) (Egy szirén szerelme, Summer Palace).
Az ötödik generáció termékeitől eltérően a hatodik generáció sokkal egyedibb, anti-romantikus nézőpontot mutatott be, és nagyobb figyelmet fordított a kortárs városi életre. Sokuk hangsúlyozta Kína modern kapitalista piacra való belépésének negatívumait (Li jang (Li Yang), Blind Shaft). Csia Csang-ko (Jia Zhangke) The World című filmje a globalizáció ürességét emeli ki egy nemzetközi vidámpark történetében.
Növekvő számú független, hatodik generációt követő filmes készített filmeket különösen alacsony költségvetéssel, de digitális eszközökkel, ezek az úgynevezett D-generációs filmek. Nagy részük a kínai filmgyártás rendszerén kívül készültek, és leginkább nemzetközi filmfesztiválokon kerültek bemutatásra. Az időszak két jelentős rendezője Jing Li-jang (Ying Liang) és Csien Ji (Jian Yi).

### Új dokumentumfilm-mozgalom
Két évtizednyi reform és elüzletiesedés drámai társadalmi változásokat hozott a kontinentális Kína területén, ami nem csak a játékfilmekben, de az egyre növekvő dokumentumfilmekben is visszatükröződött. Vu Ven-kuang (Wu Wenguang) Bumming in Beijing: The Last Dreamers (1990) című filmje volt az első az új dokumentumfilm mozgalom idején. Szintén nemzetközi elismerést szerző dokumentumfilm volt Vang Ping (Wang Bing) rendező 2003-as kilencórás meséje az ipar felszámolásáról (Tie Xi Qu: West of the Tracks). Li Hong, a mozgalom első női filmkészítője 1997-es Out of Phoenix Bridge című alkotása négy fiatal nő történetét mondja el, akik milliónyi más nőhöz és férfihoz hasonlóan vidéki környezetből költöznek fel a nagyvárosba, hogy Pekingben próbáljanak megélhetéshez jutni.

## Az új nemzetközi filmgyártás
A kínai filmek nagy bevételeket könyvelhetnek el maguknak külföldön. Az Isten veled, ágyasom!, a 2046, a Hős, A repülő tőrök klánja világszerte nagy kritikusi elismerést kaptak. A Hengdian World Stúdióra, a világ legnagyobb filmstúdiója, mely 330 hektáron 13 forgatási helyszínnel rendelkezik – köztük a Tiltott Város életnagyságú díszletével –, úgy tekintenek, mint a „kínai Hollywood-ra”.
2000-ben a több nemzet koprodukciójával készült Tigris és sárkány ért el hatalmas sikert a nyugati mozipénztáraknál, bár számos kínai mozilátogató bírálta, amiért nyugati ízlésnek igyekezett megfelelni. Mindazonáltal a film sokakkal megismertette a kínai filmgyártást és főleg a vu-hszia (wuxia) műfajt, és növelte a kínai filmek népszerűségét, melyek azelőtt szinte ismeretlenek voltak a nyugati nézők számára. A produkció 214 millió dolláros összbevételével vezeti minden idők legsikeresebb nem angol nyelvű filmjeinek listáját.
2002-ben a Hős Csang Ji-mou (Zhang Yimou) rendező újabb kísérlete volt olyan kínai film elkészítésére, mely a Tigris és sárkány nemzetközi figyelemfelkeltéséhez hasonlót váltott ki. Szereplői között a leghíresebb kínai színészek jelentek meg, akiket valamilyen mértékben már ismert a nyugati közönség: Jet Li, Csang Ce-ji (Zhang Ziyi), Maggie Cheung és Tony Leung Chiu-wai. A film rendkívüli sikert hozott Ázsia legnagyobb részében és két héten át vezette az amerikai mozik listáját, csak az amerikai bevételek önmagukban már fedezték a produkciós költségeket. Minden idők harmadik legsikeresebb idegen nyelvű filmje lett az Egyesült Államokban bevétel szempontjából.
A Tigris és sárkány és a Hős sikere elmossa a határokat a kontinentális Kína filmgyártása és a nemzetközibb bázisú „kínai nyelvű filmgyártás” között. A Tigris és sárkányt például a tajvani Ang Lee rendezte, főszereplői kontinentális kínai, hongkongi és tajvani színészek és színésznők, a film gyártói pedig kínai, amerikai, hongkongi és tajvani filmtársaságok. A különböző nemzetiségű emberek és készítők ilyen keveredése olyan nagy költségvetésű kínai nyelvű mozifilmek gyártását teszi lehetővé, melyek felvehetik a versenyt a legjobb hollywoodi filmekkel. Hasonló mintára készült filmek még A repülő tőrök klánja (2004), Az ígéret (2005), a The Banquet (2006) és a Félelem nélkül (2006). A kisebb költségvetésű kínai mozifilmek még mindig inkább helyi érdeklődést keltenek csak. Számos hongkongi, kontinentális kínai és tajvani produkció még mindig nem tud külföldi forgalmazót találni.
2011 decemberében bemutatják az első kínai gyártású három dimenziós vuhsziafilmet, a The Flying Swords of Dragon Gate-et Jet Li főszereplésével és Tsui Hark rendezésében.

## Lásd még
- hongkongi filmművészet
- tajvani filmművészet

## Fordítás
Ez a szócikk részben vagy egészben  a   Cinema of China című angol Wikipédia-szócikk fordításán alapul.  Az eredeti cikk szerkesztőit annak laptörténete sorolja fel. Ez a jelzés csupán a megfogalmazás eredetét és a szerzői jogokat jelzi, nem szolgál a cikkben szereplő információk forrásmegjelöléseként.